# Une ville dans le noir

Une ville dans le noir (380.000 Volt – Der große Stromausfall) est un téléfilm allemand, réalisé par Sebastian Vigg, et diffusé en 2010.

## Fiche technique
- Titre allemand : 380.000 Volt – Der große Stromausfall
- Réalisation : Sebastian Vigg
- Scénario : Christoph Darnstädt
- Photographie : Peter Nix
- Musique : Kay Skerra
- Durée : 120 min

## Distribution
- Ann-Kathrin Kramer : Anja Radtke
- Tobias Oertel : Volanski
- Rolf Kanies : Docteur Thomas Reinders
- Michael Lott : Mark Sokuhr
- Stefan Jürgens : Fabeck
- Sina Tkotsch : Nelly Radtke
- Florian Bartholomäi : Tobias
- Arndt Schwering-Sohnrey : Olli
- Ernst-Georg Schwill : Ollis Vater
- Guido Broscheit : Beetz
- Marie Rönnebeck : Ines
- Gode Benedix : Robert Dorleben
- Paul Faßnacht : Gröger
- Silva Gonzalez : Max